# Тимнер, Кристиан
Кристиан Тимнер (нидерл. Christiaan Timmner; 18 апреля 1859, Ден-Хелдер — 1932) — нидерландский скрипач и дирижёр.

## Биография
Сын музыканта, первоначально учился в Гааге у своего отца, затем в Брюсселе, Роттердаме и, наконец, в Берлине у Эммануэля Вирта. Концертировал как солист, работал в Немецкой опере в Роттердаме, играл в оркестре Беньямина Бильзе, был концертмейстером Оркестра Концертгебау под руководством Виллема Менгельберга в сезонах 1888/1889, 1891/1892 и 1894/1895. Затем на несколько лет оставил занятия музыкой, после чего вернулся к скрипке и вновь работал концертмейстером в Оркестре Концертгебау в 1904—1911 гг.
В 1911 г. вместе с женой, виолончелисткой Анни Тимнер, эмигрировал в США. Непродолжительное время был концертмейстером в симфоническом оркестре города Сент-Пол, затем весной 1912 г. был приглашён в Кливленд, чтобы возглавить новый городской оркестр, призванный заменить Кливлендский Большой оркестр, в котором разочаровалась его импресарио Аделла Прентисс Хьюз. Тимнер собрал новый коллектив, с успехом провёл цикл летних концертов и осенью 1912 года начал новый сезон, однако в дальнейшем его тираническое обращение с музыкантами привело к множественным конфликтам, а репутация была подорвана судебным процессом, в ходе которого Тимнер обвинялся в завышении платы за уроки музыки в обмен на гарантии ученикам при последующем поступлении в оркестр. В результате в 1915 г. оркестр Тимнера фактически перестал существовать, а сам он покинул Кливленд и перебрался в Калифорнию.
На протяжении 1920-х гг. Тимнер принимал активное участие в музыкальной жизни Лос-Анджелеса — прежде всего как музыкальный педагог и руководитель собственного струнного квартета, в составе которого играла и его жена. С 1925 г. он некоторое время играл на альте в Лос-Анджелесском филармоническом оркестре.